# Jennifer Terwel
Jennifer Terwel (28 april 1992) is een Nederlandse zangeres en musicalster. Ze wordt landelijk bekend door haar deelnames aan verschillende talentenjachten. Ze treedt sindsdien landelijk op in verschillende muziekproducties en op evenementen.

## Biografie en carrière
Terwel begint op vierjarige leeftijd te zingen in de kinder- en jeugdkoren van haar kerk. Op 13-jarige leeftijd volgt ze anderhalf jaar lang zang- en pianoles op de musicalschool in Heerhugowaard. Op de middelbare school doet ze drie keer mee aan de daar georganiseerde talentenjacht De Grote Prijs, die ze twee keer op haar naam te zetten, de derde keer wordt ze tweede. Later volgt ze een mbo-opleiding Muziek/Artiest aan het Entertainment College in Amsterdam. In 2011 haalt ze hier haar diploma voor, waardoor ze een gekwalificeerd uitvoerend muzikant wordt.
Terwel zet haar eerste stappen op professioneel gebied in 2007. Dat jaar doet ze mee aan de talentenjacht Zing Jezelf Een TMF Award, waar ze de zevende plaats weet te behalen. In 2009 doet ze mee aan het tweede seizoen van X Factor. Ze schopt het hier tot de liveshows en krijgt Gordon als coach, maar valt af in de tweede liveshow, waardoor ze 11e wordt. In de jaren die volgen, schrijft ze zich voor meerdere talentenjachten in en doet ze ook meerdere audities. Verdere landelijke bekendheid krijgt Terwel in 2017, als ze meedoet aan het achtste seizoen van The voice of Holland. Ze komt met haar cover van Alone (Heart) in het team van Waylon terecht, maar komt niet in de finale.
Sinds 2013 is Terwel aangesloten bij de musicalvereniging Brassica Musicals, waar ze rollen vertolkt in diverse producties. Verder heeft ze duetten gezongen met bekende artiesten als Cor Bakker en Karin Bloemen en treedt ze vaak als zangeres op bij festivals en andere evenementen.